# 假肥牛树
假肥牛树（学名：Cleistanthus petelotii）为大戟科闭花木属下的一个种。

## 扩展阅读
- 維基物種上的相關：假肥牛树